# ستيفان الشعراوي
ستيفان كريم الشعراوي (بالإيطالية: Stephan El Shaarawy)‏ (Italian: ‎[ˈstɛːfan el ʃa(a)ˈraːwi]‏؛ مواليد 27 أكتوبر 1992) هو لاعب كرة قدم مصري إيطالي، يلعب في مركز الجناح مع روما في الدوري الإيطالي ول‍منتخب إيطاليا لكرة القدم. يطلق عليه Il Faraone (الفرعون)، لأن والده مصري.
بدأ مسيرته المهنية مع نادي جنوى، ووقع مع ميلان في عام 2011 بعد إعارة ناجحة مع بادوفا. نظرًا لكونه أحد أكثر الشباب الواعدين من جيله، في عام 2012، تم اختيار الشعراوي كأحد أفضل اللاعبين الذين ولدوا بعد عام 1991 من قبل مجلة دون بالون، واحتل المرتبة 52 في قائمة أفضل لاعبي كرة القدم في العالم. أمضى موسم 2015–16 على سبيل الإعارة مع موناكو ومن ثم روما، قبل أن يوقع بشكل دائم مع الأخير.
على الصعيد الدولي، مثل إيطاليا في الفئات السنية من تحت 16 سنة إلى تحت 21 سنة. في أغسطس 2012، شارك في أول مباراة دولية له مع منتخب إيطاليا الأول خلال مباراة ودية ضد إنجلترا، وفي نوفمبر 2012 سجل أول هدف دولي له ضد فرنسا. مثل إيطاليا في كأس القارات 2013، حيث احتل المركز الثالث، وشارك في بطولة أمم أوروبا 2016.

## مسيرته الكروية

### جنوى
بدأ الشعراوي مسيرته المهنية مع نادي جنوى في سن الرابعة عشرة.
في 21 ديسمبر 2008، عندما كان عمره 16 عامًا، شارك لأول مرة في الفريق، ولعب عشر دقائق في مباراة خارج أرضه أمام كييفو. وهو ثامن أصغر لاعب في تاريخ الدوري الإيطالي يشارك في الدوري الإيطالي الدرجة الأولى. كان ظهوره الوحيد لهذا الموسم على الرغم من جعل مقاعد البدلاء عدة مرات.
في يونيو 2010، أُعير إلى بادوفا لموسم 2010–11 في الدوري الإيطالي الدرجة الثانية. في فترة الإعارة التي قضاها في بادوفا، سرعان ما شارك كعنصر أساسي في الفريق، قاد النادي الفينيسي إلى نهائيات التصفيات حيث خسر أمام نوفارا. وحصل على جائزة أفضل لاعب في دوري الدرجة الثانية في عام 2011.

### ميلان

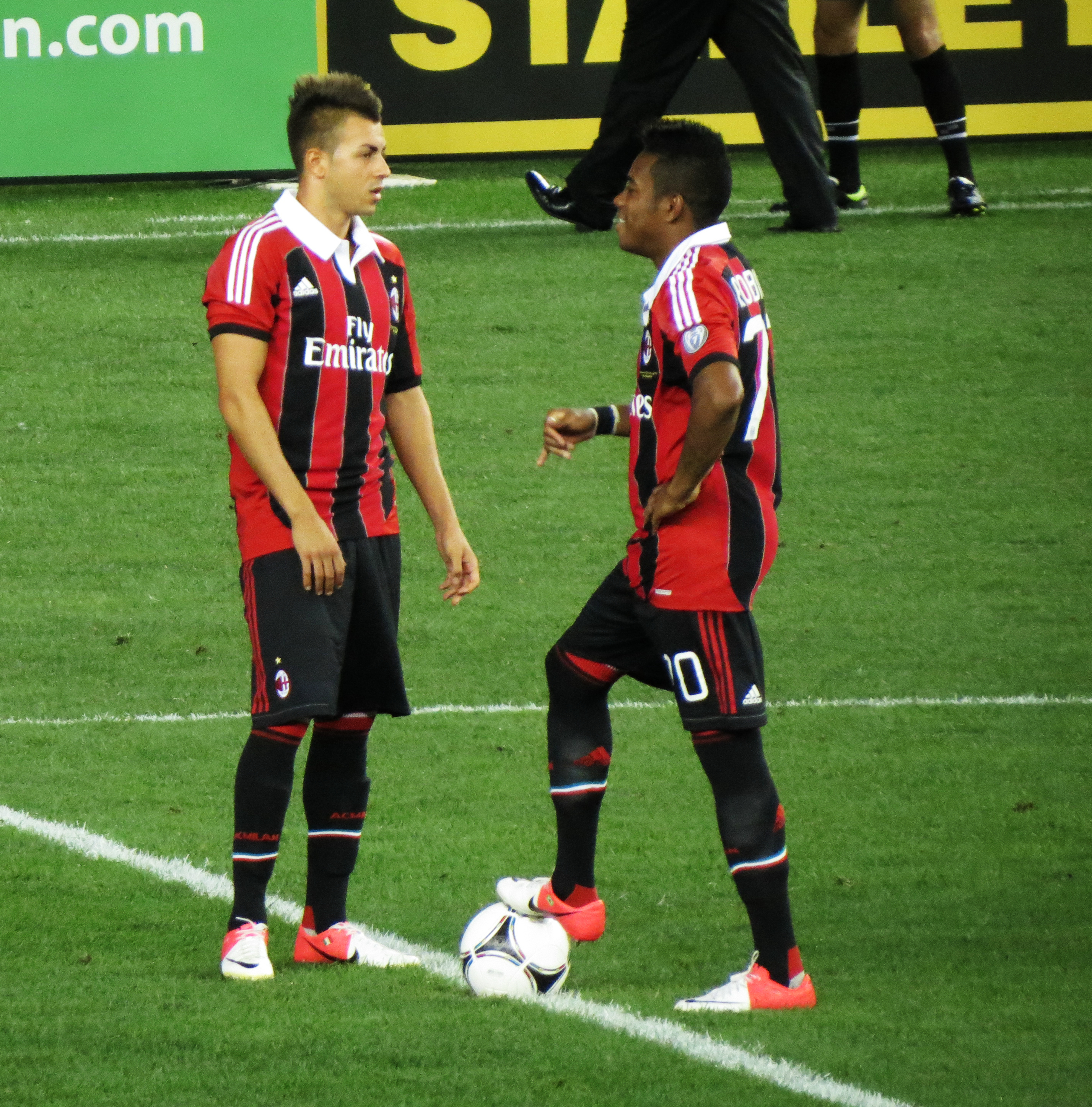
الشعراوي مع زميله السابق روبينيو في مباراة ودية أمام ريال مدريد في أغسطس 2012

في 25 يونيو 2011، وقع الشعراوي مع نادي ميلان الإيطالي مقابل 20 مليون يورو رسوم انتقال (10 مليون يورو بالإضافة إلى ألكسندر ميركل). في 18 سبتمبر 2011، شارك الشعراوي لأول مرة مع ميلان على ملعب سان باولو في مباراة الخسارة 1–3 أمام نابولي في دوري الدرجة الأولى. بعد ثلاثة أيام، بعد أن دخل كبديل عن المصاب ألكساندر باتو، سجل هدفه الأول مع النادي، وتعادل فريقه 1–1 على أرضه أمام أودينيزي.

### روما
في 26 يناير 2016، انضم الشعراوي إلى روما في صفقة إعارة حتى 30 يونيو 2016، مقابل رسوم انتقال قدرها 1.4 مليون يورو. تضمنت الاتفاقية خيارًا لجعل الصفقة دائمة، مقابل رسوم قدرها 13 مليون يورو، قبل بداية موسم 2016–17. بعد أربعة أيام، في أول مشاركة له في روما، سجل هدفًا على طريقة العقرب في الدقيقة 48 من مباراة الفوز 3–1 على أرضه أمام نادي فروسينوني؛ قبل أن يسجل في الدقيقة 94 بعد ثلاثة أيام في المباراة التالية ضد ساسولو ليحقق الفوز 2–0 خارج أرضه.
في 21 يونيو 2016، اختار روما شراء إعارة الشعراوي من ميلان مقابل 13 مليون يورو، وإبقائه في النادي حتى عام 2020. في 20 مايو 2017، سجل هدفين ضد كييفو ليساعد روما في الفوز 5–3 حيث واصل سلسلة الفوز.

### شانغهاي غرينلاند شينهوا
في 8 يوليو 2019، انضم الشعراوي إلى نادي شانغهاي غرينلاند شينهوا في الدوري الصيني الممتاز.

## مسيرته الدولية

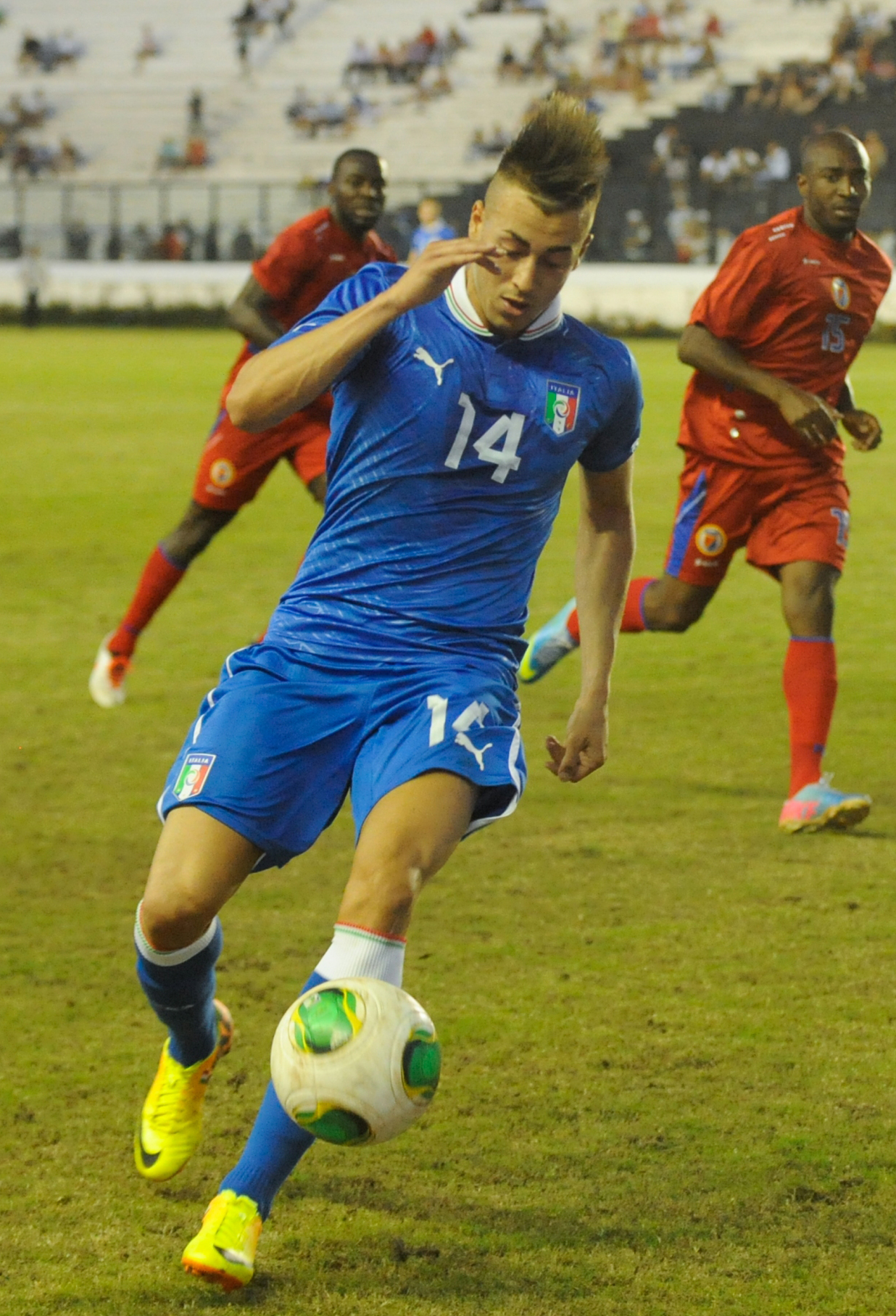
الشعراوي يلعب مع إيطاليا ضد هايتي في عام 2013

كان الشعراوي مؤهلًا للعب مع مصر بسبب والده، لكن المدرب حسن شحاتة نفى قوله «ليس كل مصري يلعب في دوري أجنبي مؤهلًا للعب مع المنتخب الوطني». نظرًا لأن والده كان يتمتع أيضًا بالجنسية من العيش هناك سابقًا، فإن الشعراوي كان مؤهلاً أيضًا للعب فنزويلا.
بدأ الشعراوي اللعب مع منتخب إيطاليا تحت 17 سنة، وشارك في كل من بطولة أوروبا تحت 17 سنة 2009 وكأس العالم تحت 17 سنة 2009.
شارك لأول مرة مع منتخب إيطاليا تحت 21 سنة في 15 نوفمبر 2011، في مباراة في التصفيات ضد المجر.
في 15 أغسطس 2012، ظهر الشعراوي لأول مرة مع منتخب إيطاليا الأول، بعد هزيمة 1–2 في مباراة ودية ضد إنجلترا. سجل الشعراوي هدفه الأول مع إيطاليا في ظهوره الثالث، في 14 نوفمبر 2012 في مباراة الفوز فيا المباراة الودية 2–1 ضد فرنسا.
مثل إيطاليا في كأس القارات 2013، ولعب لأول مرة في البطولة في المباراة الأخيرة للمجموعة ضد البلد المضيف البرازيل، حيث دخل كبديل عن أليساندرو ديامانتي في آخر 19 دقيقة من الهزيمة 4–2. عاد للمشاركة في مباراة تحديد المركز الثالث، ولعب المباراة بأكملها وسجل ركلة جزاء في المباراة التي فازت فيها إيطاليا على الأوروغواي.
لم يتم ضم الشعراوي في تشكيلة إيطاليا المشاركة بكأس العالم 2014، بعد أن غاب غن معظم موسم 2013–14 بسبب الإصابة.
في 10 أكتوبر 2015، أنهى الشعراوي حالة جفاف لمدة ثلاث سنوات، وسجل هدف الفوز في المباراة التي فازت فيها إيطاليا 3–1 على أذربيجان في مباراة تصفيات بطولة أمم أوروبا 2016؛ كان هذا هو هدفه الدولي الأول منذ نوفمبر 2012، وضمن هذا الفوز لإيطاليا مكان في بطولة أمم أوروبا 2016. في 31 مايو 2016، تم تعيينه في تشكيلة أنطونيو كونتي المكونة من 23 لاعباً للبطولة القادمة. شارك لمرة الوحيد في البطولة في 22 يونيو، حيث دخل كبديل في مباراة المجموعات الأخيرة لإيطاليا، والتي انتهت بالهزيمة 1–0 أمام أيرلندا.

## حياته الشخصية
ولد ستيفان الشعراوي في سافونا لأب مصري وأم سويسرية إيطالية.
صرح الشعراوي لصحيفة لا ريبوبليكا وقال: «استغل فترة الكريسماس للراحة من التدريبات والمباريات، فهي ليس لها أهمية دينية بالنسبة لي كوني مسلمًا». وأضاف الشعراوي: «ما دون شهر رمضان، فأنا أمارس العقائد الدينية المتعلقة بالإسلام بشكل طبيعي».

## الرعاية
في عام 2012، وقع الشعراوي عقد رعاية مع شركة نايكي الأمريكية لصناعة الملابس والمعدات الرياضية. ظهر في إعلان (بالإنجليزية: Nike Green Speed II)‏ الجديد إلى جانب ماريو غوتزه وإدين هازارد ورحيم ستيرلينغ وكريستيان إريكسن وثيو والكوت في نوفمبر 2012.
ظهر الشعراوي على الغلاف الإيطالي للعبة فيفا 14، إلى جانب نجم الغلاف العالمي ليونيل ميسي.

## الإحصائيات

### النادي
آخر تحديث 26 مايو 2019.
| النادي         | الموسم   | الدوري | الدوري  | الكأس  | الكأس   | كأس الدوري | كأس الدوري | أوروبا | أوروبا  | أخرى   | أخرى    | المجموع | المجموع |
| النادي         | الموسم   | الظهور | الأهداف | الظهور | الأهداف | الظهور     | الأهداف    | الظهور | الأهداف | الظهور | الأهداف | الظهور  | الأهداف |
| -------------- | -------- | ------ | ------- | ------ | ------- | ---------- | ---------- | ------ | ------- | ------ | ------- | ------- | ------- |
| جنوى           | 2008–09  | 1      | 0       | 0      | 0       | —          | —          | —      | —       | —      | —       | 1       | 0       |
| جنوى           | 2009–10  | 2      | 0       | 0      | 0       | —          | —          | 0      | 0       | —      | —       | 2       | 0       |
| جنوى           | المجموع  | 3      | 0       | 0      | 0       | —          | —          | 0      | 0       | —      | —       | 3       | 0       |
| بادوفا (إعارة) | 2010–11  | 29     | 9       | 1      | 0       | —          | —          | —      | —       | —      | —       | 30      | 9       |
| بادوفا (إعارة) | المجموع  | 29     | 9       | 1      | 0       | —          | —          | —      | —       | —      | —       | 30      | 9       |
| ميلان          | 2011–12  | 22     | 2       | 4      | 2       | —          | —          | 2      | 0       | 0      | 0       | 28      | 4       |
| ميلان          | 2012–13  | 37     | 16      | 1      | 1       | —          | —          | 8      | 2       | —      | —       | 46      | 19      |
| ميلان          | 2013–14  | 6      | 0       | 0      | 0       | —          | —          | 3      | 1       | —      | —       | 9       | 1       |
| ميلان          | 2014–15  | 18     | 3       | 1      | 0       | —          | —          | —      | —       | —      | —       | 19      | 3       |
| ميلان          | المجموع  | 82     | 21      | 6      | 3       | —          | —          | 13     | 3       | 0      | 0       | 101     | 27      |
| موناكو (إعارة) | 2015–16  | 15     | 0       | 0      | 0       | —          | —          | 9      | 3       | —      | —       | 24      | 3       |
| موناكو (إعارة) | المجموع  | 15     | 0       | 0      | 0       | —          | —          | 9      | 3       | —      | —       | 24      | 3       |
| روما (إعارة)   | 2015–16  | 16     | 8       | —      | —       | —          | —          | 1      | 0       | —      | —       | 17      | 8       |
| روما           | 2016–17  | 32     | 8       | 4      | 2       | —          | —          | 8      | 2       | —      | —       | 45      | 12      |
| روما           | 2017–18  | 33     | 7       | 1      | 0       | —          | —          | 10     | 2       | —      | —       | 44      | 9       |
| روما           | 2018–19  | 28     | 11      | 1      | 0       | —          | —          | 4      | 0       | —      | —       | 33      | 11      |
| روما           | المجموع  | 109    | 34      | 5      | 2       | —          | —          | 23     | 4       | —      | —       | 139     | 40      |
| الإجمالي       | الإجمالي | 239    | 64      | 13     | 5       | 0          | 0          | 45     | 10      | 0      | 0       | 298     | 79      |

1. 1 2 3  المباريات في دوري أبطال أوروبا

### المنتخب
آخر تحديث 13 نوفمبر 2017.
| إيطاليا | إيطاليا | إيطاليا |
| العام   | الظهور  | الأهداف |
| ------- | ------- | ------- |
| 2012    | 3       | 1       |
| 2013    | 7       | 0       |
| 2014    | 1       | 0       |
| 2015    | 6       | 1       |
| 2016    | 3       | 1       |
| 2017    | 3       | 0       |
| المجموع | 23      | 3       |

#### الأهداف الدولية
اعتبارً من 13 نوفمبر 2017. قائمة الأهداف والنتائج مع منتخب إيطاليا الأول.
| # | التاريخ        | المكان                                      | الخصم    | الهدف | النتيجة | المسابقة                     |
| - | -------------- | ------------------------------------------- | -------- | ----- | ------- | ---------------------------- |
| 1 | 14 نوفمبر 2012 | ملعب إنيو تارديني، بارما، إيطاليا           | فرنسا    | 1–0   | 1–2     | ودية                         |
| 2 | 10 أكتوبر 2015 | ملعب توفيق بهراموف الجمهوري، باكو، أذربيجان | أذربيجان | 2–1   | 3–1     | تصفيات بطولة أمم أوروبا 2016 |
| 3 | 29 مارس 2016   | أليانز أرينا، ميونخ، ألمانيا                | ألمانيا  | 1–4   | 1–4     | ودية                         |

## الإنجازات

### النادي
جنوى
- بطولة بريمافيرا الوطنية (1): 2009–10[38]
- كوبا إيطاليا بريمافيرا (1): 2008–09
- كأس السوبر بريمافيرا (1): 2009

### المنتخب
إيطاليا
- كأس القارات: المركز الثالث 2013

- بطولة أوروبا تحت 17 سنة فريق البطولة (1): 2009
- لاعب العام في دوري الدرجة الثانية الإيطالي (1): 2011[39]
- جائزة غران غالا ديل كالسيو لأفضل لاعب شاب في الدوري الإيطالي الدرجة الأولى (1): 2012[40]
- بالون دارجينتو: 2012–13[41]

## الملاحظات
1. ↑  تشمل مباريات كأس إيطاليا وكأس فرنسا

## وصلات خارجية
- ستيفان الشعراوي على موقع الاتحاد الدولي (مؤرشف)  (الإنجليزية)
- ستيفان الشعراوي على موقع الاتحاد الأوربي (الإنجليزية)
- ستيفان الشعراوي على موقع رابطة كرة القدم الفرنسية للمحترفين (الإنجليزية)
- ستيفان الشعراوي على موقع قاعدة بيانات كرة القدم.إي يو (الإنجليزية)
- ستيفان الشعراوي على موقع ليكيب (الفرنسية)
- ستيفان الشعراوي على موقع ناشيونال فوتبول تيمز (الإنجليزية)
- ستيفان الشعراوي على موقع Soccerbase.com (لاعب) (الإنجليزية)
- ستيفان الشعراوي على موقع Soccerway.com (الإنجليزية)
- ستيفان الشعراوي على موقع عالم كرة القدم.نت (الإنجليزية)
- ستيفان الشعراوي على موقع AS.com (الإسبانية)